# Les Riens de l'existence
Les Riens de l’existence est une nouvelle d’Anton Tchekhov (en russe : Jiteïskaïa melotch).

## Historique
Les Riens de l’existence est initialement publiée dans la revue russe Le Journal de Pétersbourg, numéro 267, du 29 septembre 1886. Le texte est signé A.Tchékhonté. Aussi traduit en français sous le titre Bagatelle quotidienne ou Mesquinerie quotidienne

## Résumé
Nicolaï Bélaïev, trente deux ans, propriétaire d’immeubles, se rend chez sa maîtresse, Olga Irnina. Elle n’est pas là, il l’attend et discute avec le fils d’Olga, Aliocha, huit ans.
Aliocha est un petit garçon éveillé qui pose plein de questions et compare Nicolaï à son papa. Il lui apprend sous le sceau du secret qu’il voit son papa, tous les mardis et vendredis. pendant la promenade avec Sonia Pélaguéïa, la jeune fille qui s’occupe de lui. Ils ont rendez-vous dans une pâtisserie et discutent en mangeant des gâteaux. D’ailleurs, son papa lui a dit que c’est à cause de lui que sa maman est perdue.
Olga Irnina rentre. Nicolaï lui divulgue la conversation qu’il vient d’avoir avec son fils, rompant ainsi sa promesse. Aliocha est confronté pour la première fois, au mensonge d’un adulte. 

## Édition française
- Les Riens de l’existence, traduit par Madeleine Durand et Édouard Parayre, révision de Lily Dennis, éditions Gallimard, Bibliothèque de la Pléiade, 1967  (ISBN 978 2 07 0105 49 6).